# Thimont
Thimont est un hameau de la ville belge de La Roche-en-Ardenne située en Région wallonne dans la province de Luxembourg.
Avant la fusion des communes de 1977, Thimont faisait partie de la commune d'Ortho.

## Situation
Ce petit hameau ardennais se situe parmi les prairies et les bosquets le long d'une route de campagne issue d'une petite vallée (altitude 350 m) et se hissant sur le plateau (altitude 380 m). Thimont se trouve à proximité de Buisson et de Roupage implantés sur des versants opposés.
La Roche-en-Ardenne se trouve à 5,5 km au nord-ouest.

## Patrimoine
La chapelle de Notre-Dame de Lourdes a été bâtie au centre du hameau à proximité d'un carrefour.

## Tourisme
Une des fermettes du hameau bâtie en moellons de grès schisteux abrite des gîtes ruraux.

## Sources et liens externes
- Description du hameau
- http://www.coeurdelardenne.be